# Симон Макгърк
Симон Франсис Макгърк (на английски: Simone Frances McGurk) е австралийска политичка.

## Биография
Родена е в Пърт, щата Западна Австралия на 5 декември 1963 г.
Член е на Западно-австралийското законодателно събрание като представител от избирателен район Фриймантъл (Fremantle) и министър по водите, индустриалните отношния и обучението и развитието на работната сила.
Преди да влезе в парламента, Макгърк е секретар на UnionsWA, синдикална организация на Западна Австралия, а преди това е служителка на Австралийския съюз на работниците. Също така служи като член на Западно-австралийския щатски съвет по обучението и в съвета на Индустриалния фонд на пенсионираните.
Макгърк е работила и като продуцент на Австралийската радиопредавателна корпорация (Australian Broadcasting Corporation, ABC), която е държавна собственост и се финансира от националния обществен телевизионен оператор на Австралия.